# Ivan Ivanov (atleta)
Ivan Ivanov (26 giugno 1948) è un ex mezzofondista sovietico.
Ha partecipato ai Giochi di Monaco di Baviera 1972, gareggiando negli 800m e nei 1500m.
Ha vinto 1 oro 2 argenti ai Campionati europei del 1970 e del 1972.